# Gårdtjärnen (Nätra socken, Ångermanland)
Gårdtjärnen är en sjö i Örnsköldsviks kommun i Ångermanland och ingår i Moälven-Nätraåns kustområde.